# Museu de l'Ocupació de Letònia
El Museu de l'Ocupació de Letònia (en letó: Latvijas Okupācijas muzejs) és un museu històric educatiu situat a Riga, capital de Letònia. Va ser fundat el 1993 per exhibir els artefactes, documents d'arxiu, i educar al públic sobre el període de 51 anys sofert durant el segle xx, quan Letònia va ser ocupada successivament per la Unió Soviètica el 1940, per l'Alemanya nazi el 1941, i novament per l'URSS el 1944. Des de l'any 2005 el museu acull uns 100.000 visitants.
Als programes oficials per a les visites a Letònia de representants d'alt nivell d'altres països, normalment inclouen una visita al Museu de l'Ocupació.

## Missió del museu
- «Mostrar el que va succeir a Letònia, la seva terra i el seu poble sota dos règims totalitaris que la van ocupar 1940 fins a 1991.»
- "«Recordar el món els crims comesos per les potències estrangeres contra l'Estat i el poble de Letònia.»
- «Recordar-se de les víctimes de l'ocupació: els que van morir, [van ser | van anar] perseguits, deportats a la força o van fugir del terror dels règims de l'ocupació»[3]